# Districtul Rottal-Inn
Districtul Rottal-Inn este un district rural (germană: Landkreis) din regiunea administrativă Bavaria Inferioară, landul Bavaria, Germania.

## Orașe și comune
| orașe 1. Eggenfelden (12.799) 2. Pfarrkirchen (11.841) 3. Simbach am Inn (10.005) comune (târg) 1. Arnstorf (6.596) 2. Bad Birnbach (5.546) 3. Gangkofen (6.643) 4. Massing (4.109) 5. Tann (3.990) 6. Triftern (5.415) 7. Wurmannsquick (3.699) | comune 1. Bayerbach (1.700) 2. Dietersburg (3.192) 3. Egglham (2.415) 4. Ering (1.901) 5. Falkenberg (3.939) 6. Geratskirchen (865) 7. Hebertsfelden (3.771) 8. Johanniskirchen (2.458) 9. Julbach (2.282) 10. Kirchdorf am Inn (5.272) 11. Malgersdorf (1.202) 12. Mitterskirchen (2.084) 13. Postmünster (2.359) 14. Reut (1.798) 15. Rimbach (902) 16. Roßbach (2.927) 17. Schönau (2.038) 18. Stubenberg (1.454) 19. Unterdietfurt (2.122) 20. Wittibreut (2.103) 21. Zeilarn (2.251) |